# Религия в Москве
В Москве представлены крупнейшие мировые религии:
- Христианство:

1. Православие (в том числе и старообрядчество)
2. Католицизм
3. Протестантизм
4. Древневосточные церкви

- Ислам;
- Иудаизм;
- Буддизм.

## Христианство в Москве

### Православие в Москве

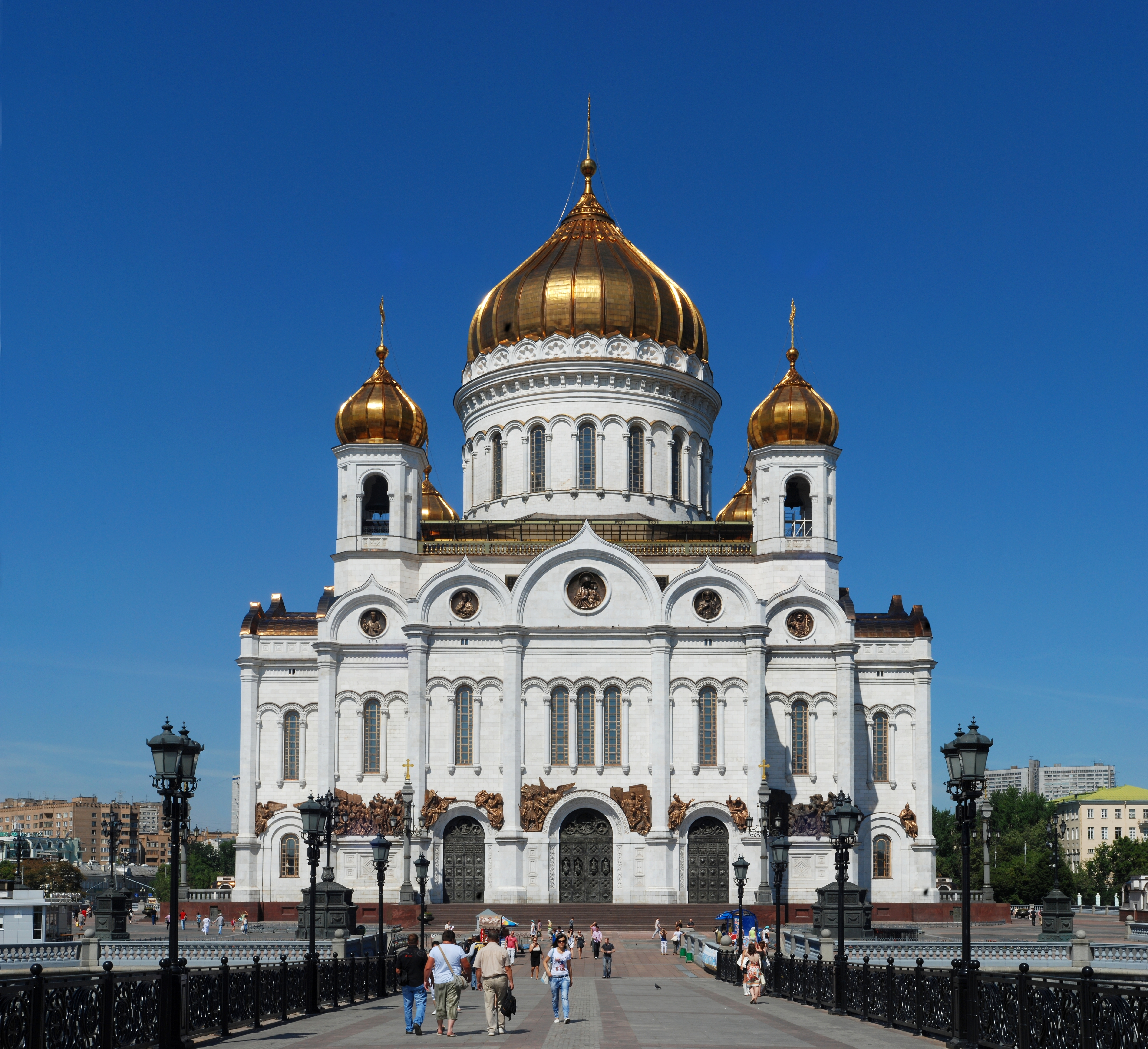
Храм Христа Спасителя — главный храм Центрального благочиния, Московской епархии и всей Русской православной церкви.

Москва является центром Московской епархии и всей Русской православной церкви. В городе располагаются:
- 500 различных православных объединений и организаций;
- 894 (строятся ещё 90) православных храмов и часовен;
- 15 православных мужских монастырей;
- 15 православных женских монастырей[2].

Главнейший храм Центрального благочиния, Центрального викариатства, Московской епархии и всей Русской православной церкви — Храм Христа Спасителя.
В Москве действуют подворья поместных православных церквей: Антиохийской (храм архангела Гавриила и Феодора Стратилата на Чистых прудах), Иерусалимской (храм Воскресения Словущего на Арбате) и Сербской (храм святых апостолов Петра и Павла у Яузских ворот).

#### Старообрядчество в Москве

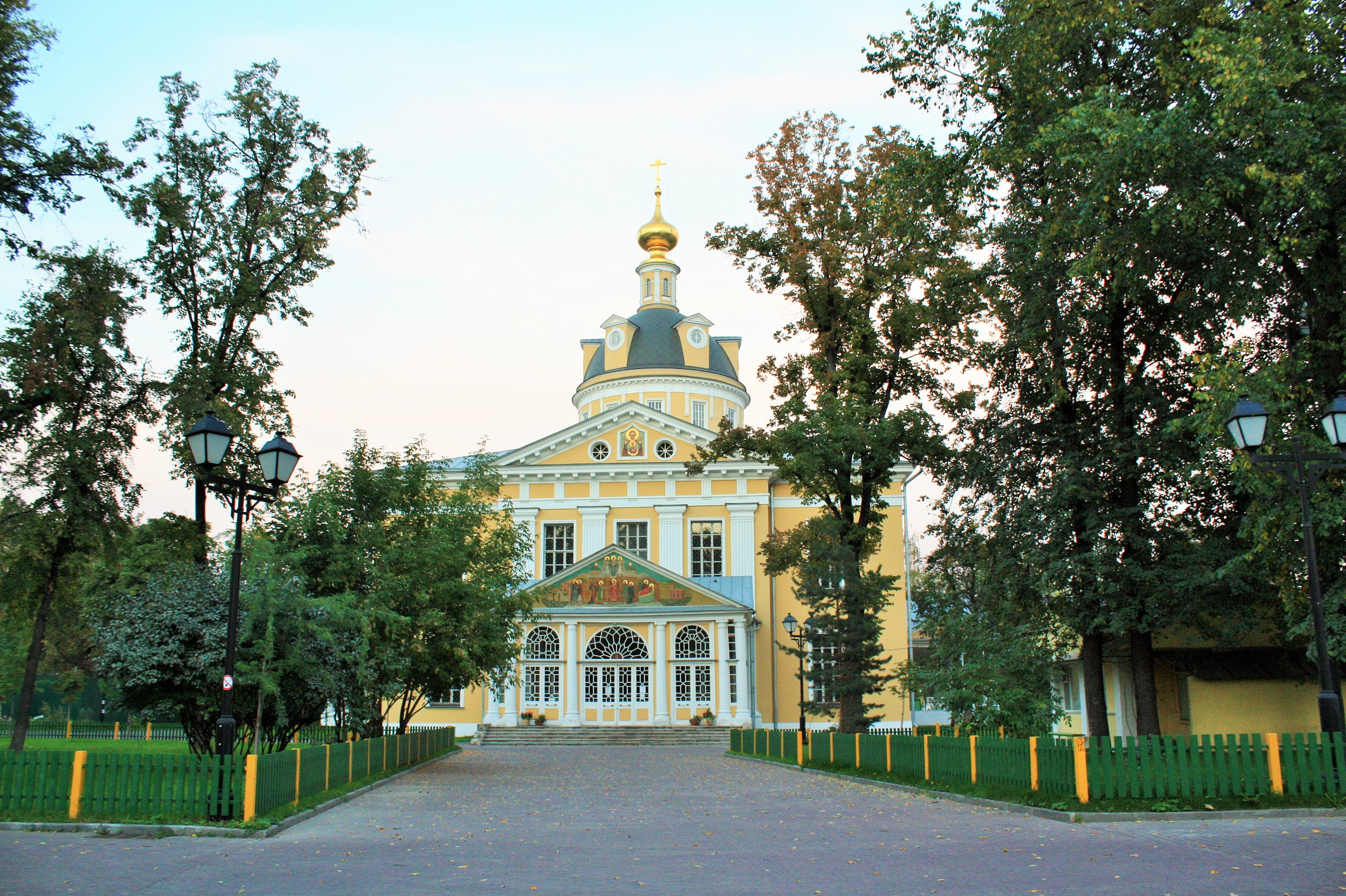
Покровский собор в Рогожской слободе — главный храм Московской епархии и всей Русской православной старообрядческой церкви Белокриницкой иерархии

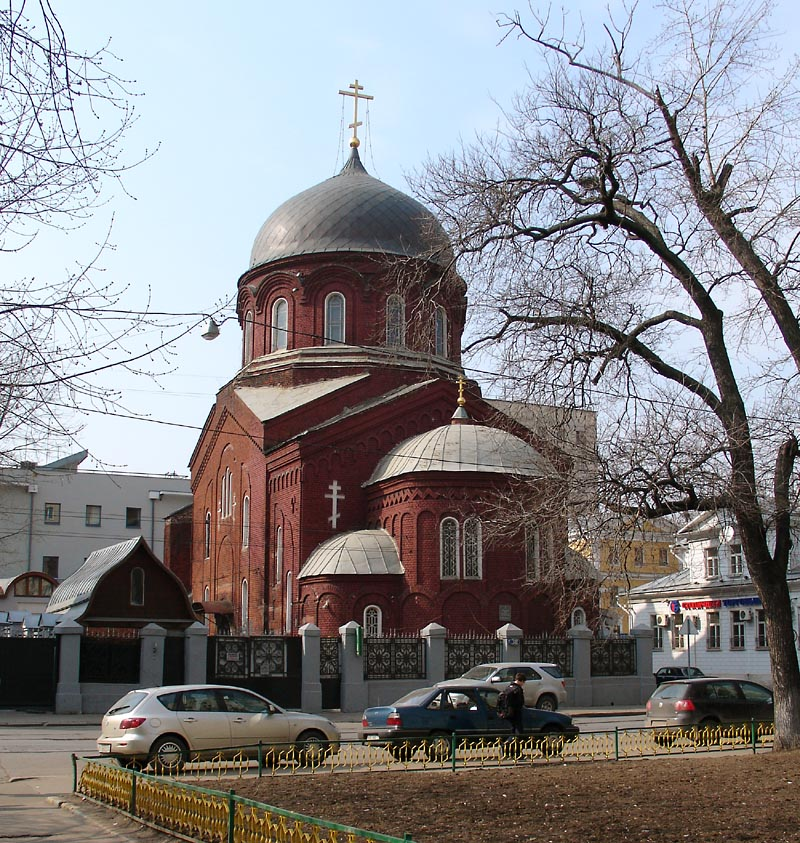
Собор Покрова Пресвятой Богородицы — главный храм Московской епархии и всей Русской древлеправославной церкви.

Москва является центром Московской епархии и всей Русской православной старообрядческой церкви, являющейся частью Белокриницкой иерархии; центром Московской епархии и всей Русской древлеправославной церкви. В городе располагаются:
- 10 различных старообрядческих объединений и организаций;
- 13 старообрядческих храмов и часовен.

Главнейший храм Московской епархии и всей Русской православной старообрядческой церкви Белокриницкой иерархии — Покровский собор в Рогожской слободе, Московской епархии и всей Русской древлеправославной церкви — Покровский собор в Замоскворечье.
Древлеправославная старопоморская церковь федосеевского согласия представлена Преображенской общиной, к которой относится кафедральная соборная Крестовоздвиженская церковь.

### Древневосточные церкви в Москве
1. Армянская апостольская церковь действует, в том числе, и на территории Москвы[2]. К ней относятся 3 различных армяно-григорианских объединения, строятся ещё 2 храма[2].
2. Ассирийская церковь Востока представлена в Москве общиной храма Мат-Марьям на Дубровке, относящегося к епархии Северного Ирака и стран СНГ.

### Католицизм в Москве
Москва является центром Архиепархии Божией Матери и митрополии, включающей 3 другие российские епархии, Российского апостольского экзархата и всей Российской грекокатолической церкви, являющейся частью Римской католической церкви. В городе располагаются:
- 12 различных католических объединений и организаций;
- 3 католических храма[2].

### Протестантизм в Москве

#### Лютеранство в Москве

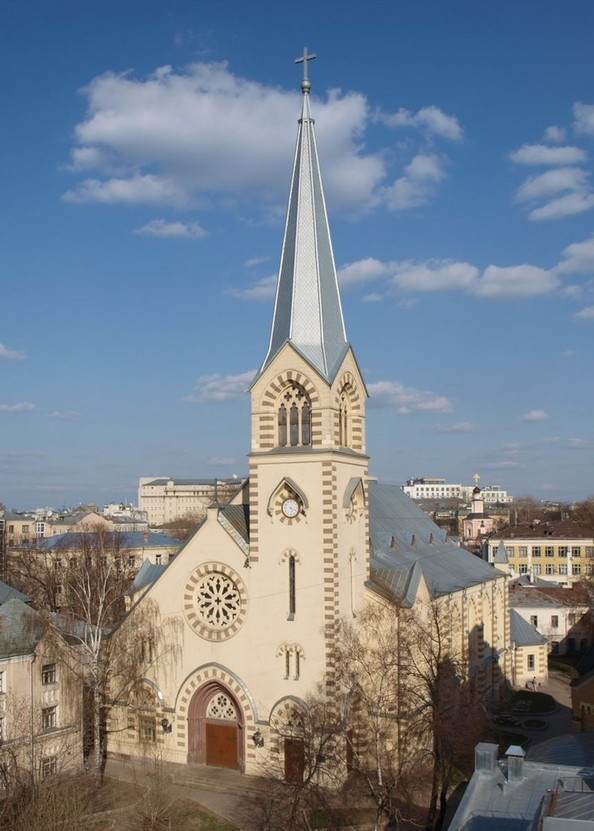
Кафедральный собор Святых апостолов Петра и Павла — главный храм Центрального пробства, Евангелическо-лютеранской церкви Европейской части России и всей Российской евангелическо-лютеранской церкви Союза евангелическо-лютеранских церквей

Москва является центром Центрального пропства, Евангелическо-лютеранской церкви Европейской части России и всей Российской евангелическо-лютеранской церкви, являющейся частью Союза евангелическо-лютеранских церквей; центром централизованной религиозной организации «Евангелическо-лютеранская церковь Аусбургского исповедания». В городе располагаются:
- 10 различных лютеранских объединений и организаций;
- 3 лютеранских храма[2].

Главнейший храм Центрального пропства, Евангелическо-лютеранской церкви Европейской части России и всей Российской евангелическо-лютеранской церкви Союза евангелическо-лютеранских церквей — Кафедральный собор Святых апостолов Петра и Павла.

#### Баптизм в Москве
Москва является центром централизованной религиозной организации «Российский союз евангельских христиан-баптистов», Московско-Приволжского объединения и всего Международного союза церквей евангельских христиан-баптистов.

#### Реформатство в Москве
Москва является центром Российской евангелическо-реформатской церкви. В городе располагаются:
- 11 реформатских храмов.

#### Евангельское христианство в Москве
Москва является центром Союза церквей евангельских христиан.

#### Пятидесятничество в Москве
Москва является центром Объединённой церкви христиан веры евангельской; центром централизованной религиозной организации «Российская церковь христиан веры евангельской пятидесятников»; центром Российского объединённого союза христиан веры евангельской.

#### Адвентизм седьмого дня в Москве
Москва является центром Евро-Азиатского дивизиона, являющегося частью Церкви христиан-адвентистов седьмого дня.

##### Адвентизм седьмого дня реформационного движения в Москве
Москва является центром централизованной религиозной организации «Адвентисты седьмого дня реформационного движения».

#### Англиканство в Москве
Москва является центром Восточного диоцеза, являющегося частью Церкви Англии.

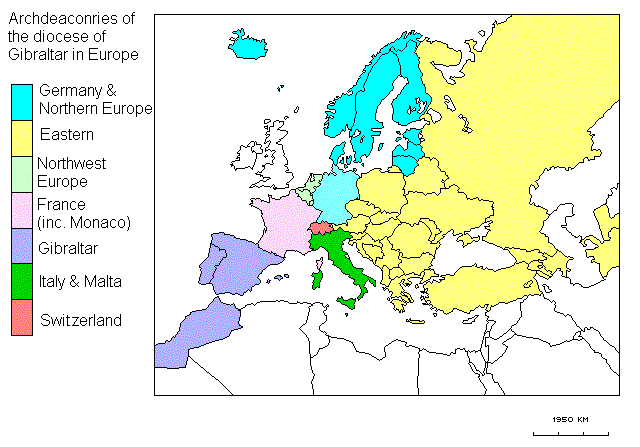
Диоцезы Церкви Англии. Жёлтым выделены территории Восточного диоцеза.

#### Методизм в Москве
Москва является центром Российской объединённой методической церкви. Церковь Назарянина действует, в том числе, и на территории города.

#### Ирвингиане в Москве
Новоапостольская церковь и международная религиозная организация «Христианская наука» действуют, в том числе, и на территории Москвы.

#### Реставрационизм в Москве
Церковь истинного Иисуса действует, в том числе, и на территории Москвы.

#### Мормонизм в Москве
Москва является центром Московского миссионерского центра, являющегося частью Церкви Иисуса Христа Святых Последних Дней. Сообщество Христа действует, в том числе, и на территории Москвы.

#### Свидетели Иеговы
Москва является центром Управленческого центра свидетелей Иеговы в России, являющегося частью международной религиозной организации «Свидетели Иеговы».
20 апреля 2017 года Верховный Суд Российской Федерации признал экстремистской и запретил деятельность централизованной религиозной организации «Управленческий центр свидетелей Иеговы в России». 17 июля поданная ЦРО «Свидетели Иеговы» жалоба была отклонена ВС РФ. 17 августа Министерство юстиции Российской Федерации внесло ЦРО «Свидетели Иеговвы» и 395 его региональных отделений в список запрещённых организаций.

## Ислам в Москве

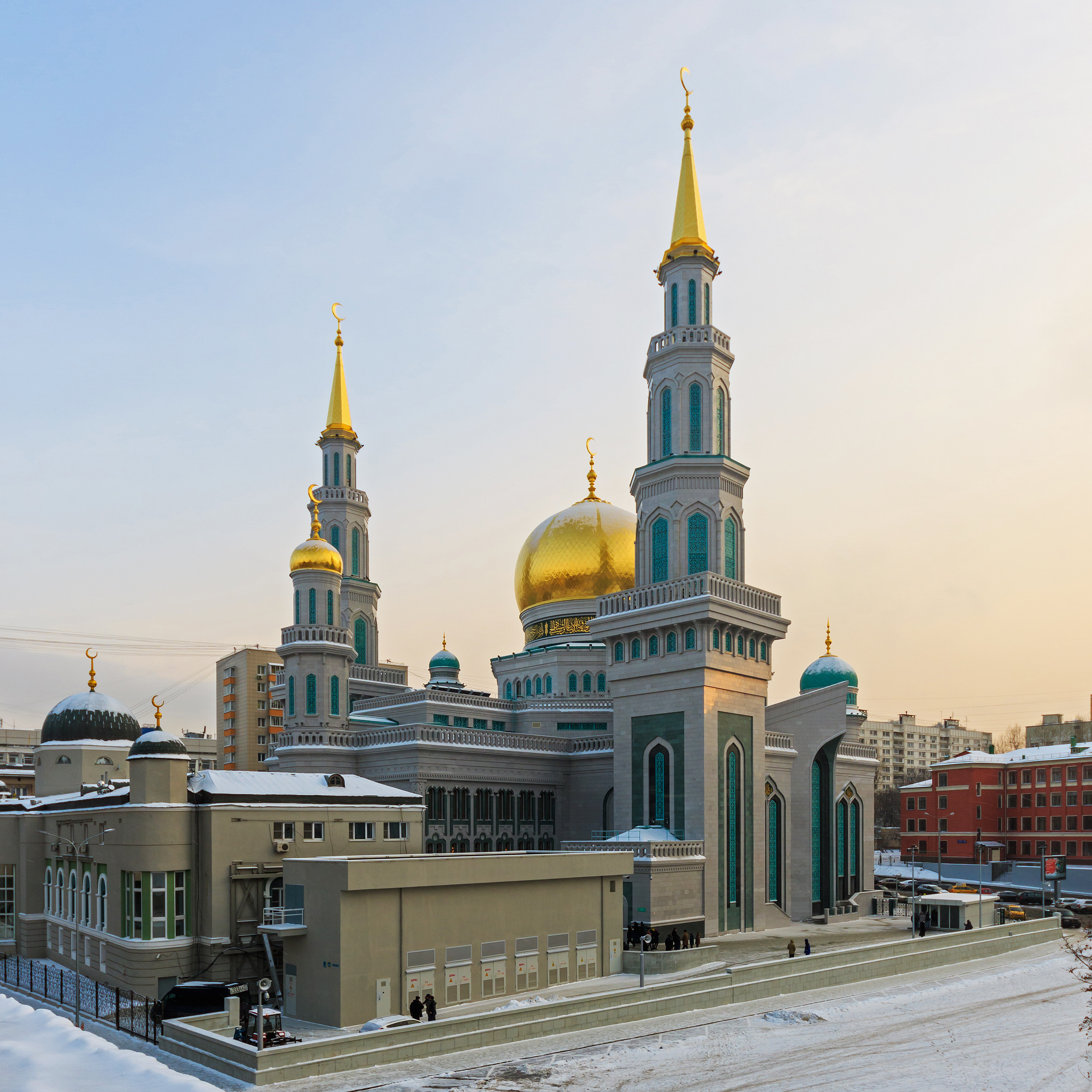
Московская соборная мечеть — главная мечеть Московского мухтасибата и всей централизованной религиозной организации «Духовное управление мусульман Российской Федерации»

Москва является центром Московского мухтасибата централизованной религиозной организации «Духовное управление мусульман Российской Федерации». В городе располагаются:
- 25 различных мусульманских объединений и организаций;
- 4 мусульманских мечети[2].

Главнейшая мечеть Московского мухтасибата и всей централизованной религиозной организации «Духовное управление мусульман Российской Федерации» — Московская соборная мечеть.

## Иудаизм в Москве
Москва является центром централизованной религиозной организации ортодоксального иудаизма «Федерация еврейских общин России»; центром централизованной религиозной организации ортодоксального иудаизма «Конгресс еврейских религиозных организаций и объединений в России». В городе располагагаются:
- 21 различных иудейских объединений и организаций;
- 5 иудейских синагог.[2]

## Буддизм в Москве
Москва является центром местной религиозной организации буддистов города Москвы «Московский дацан „Легшед Даржалинг“». В городе располагаются:
- 16 различных буддистских объединений и организаций;
- 4 (строится ещё 1) буддистских храма[2].